# Oreopanax duquei
Oreopanax duquei är en araliaväxtart som beskrevs av Hermann Harms. Oreopanax duquei ingår i släktet Oreopanax och familjen Araliaceae. Inga underarter finns listade.